# Сапига-полохрум
Сапига-полохрум, или Полохрум арочный (лат. Polochrum repandum) — вид ос-сапиг рода из подсемейства Sapyginae (Sapygidae). Редкий вид включённый в Красную книгу Украины.

## Распространение
Евразия от Западной Европы (Австрия, Венгрия, Греция, Италия, Словакия, Словения, Франция, Хорватия) до Кавказа, Малой и Средней Азии. Россия и Украина, включая Киевскую, Черкасскую и Запорожскую области и Крым. В 2013—2016 годах впервые найдены на северо-востоке Украины, в том числе на территории Донецкой, Луганской и Харьковской области.

## Описание
Длина тела 15—23 мм. Тело чёрное с желтоватыми пятнами на голове и груди и жёлтыми перевязями на брюшке. Ноги (голени и лапки) желтые, усики желтовато-красные. Крылья с желтоватым затемнением. Взрослые особи отмечены с июня по август. Личинки ос живут в гнёздах древесных пчёл-ксилокоп, где поедают их запасы пищи (пыльцу и нектар). Личинка превращается в куколку в широком веретенообразном коконе малинового цвета. Населяют различные биотопы с древесно-кустарниковой растительностью, сады, защитные лесополосы, а также встречается в населенных пунктах.

## Охрана
Вид включён в Красную книгу Украины и в Красную книгу Крыма. Причиной изменения численности является применение пестицидов для борьбы с вредителями леса, вырубка сухих деревьев, уменьшение количества деревянных сооружений.